# Reserva Urugua-í
La Reserva de Vida Silvestre Urugua-í es un área natural protegida ubicada en cercanías de la localidad de Bernardo de Irigoyen, en el departamento General Manuel Belgrano, en la provincia de Misiones, en la mesopotamia argentina.

Fue creada sobre una superficie de unas 3243 ha, aproximadamente en torno a la posición 26°00′S 54°04′O / -26.000, -54.067 mediante el decreto provincial 894 del año 2002. La Fundación Vida Silvestre Argentina es responsable de la gestión y administración de la reserva.
Por su ubicación, se integra a una amplia región protegida de alrededor de 350 000 hectáreas formada por el parque nacional do Iguaçu en Brasil, y en Argentina el parque nacional Iguazú y los parques provinciales Horacio Foerster, Urugua-í y Puerto Península.

El hecho de que estas áreas naturales sean colindantes, establece una continuidad que maximiza la preservación del conjunto.

## Antecedentes
Hacia la principios de la década de 1980, las autoridades de la provincia anunciaron las obras de construcción de la represa de Urugua-í, que dejaría sumergida una superficie de varios miles de hectáreas en la zona de la cuenca inferior del arroyo Urugua-í. Si bien casi simultáneamente se creaba el parque provincial homónimo, organizaciones de defensa del medio ambiente alertaron acerca de la fragilidad y posible degradación de la cuenca media de mismo arroyo. Oportunamente se decidió adquirir las tierras que en ese momento eran propiedad de la empresa Alto Paraná S.A., con el objetivo de crear un área natural protegida privada. Finalmente, la empresa donó esas tierras y los fondos que se habían reunido para su adquisición fueron destinados a la implementación y puesta en valor de la reserva.

## Flora
La cobertura vegetal de la reserva incluye ejemplares de árboles de gran porte de especies que han sufrido una gran presión como producto del valor de su madera. Entre ellos se encuentran el lapacho negro o rosado (Tabebuia ipe), el lapacho amarillo (Tabebuia alba), el incienso (Myrocarpus frondosus), el petiribí (Cordia trichotoma) y el guatambú (Balfourodendron riedelianum), entre otros.

Esas especies alternan con los laureles negro (Nectandra megapotamica) y amarillo (Nectandra lanceolata); el anchico colorado (Parapiptadenia rigida); la caña fístola (Peltophorum dubium); el rabo itá (Lonchocarpus leucanthus) y el rabo molle (Lonchocarpus muehlbergianus); el alecrín (Holocalyx balansae); el cedro (Cedrela fissilis) y el loro blanco (Bastardiopsis densiflora). Son frecuentes las palmeras pindó (Syagrus romanzoffiana).

## Fauna
La reserva alberga una rica y diversa fauna. Son frecuentes los hallazgos de ejemplares de tapetí (Sylvilagus brasiliensis), coatí (Nasua nasua), la corzuela (Mazama americana), tapir (Tapirus terrestris), zorro (Cerdocyon thous), hurón (Eira barbara), aguará popé (Procyon cancrivorus), puma (Puma concolor), gato de monte (Leopardus geoffroyi), mono aullador (Alouatta caraya), mono capuchino (Cebus apella), lobito de río (Lontra longicaudis) y carpincho (Hydrochoerus hydrochaeris).

La reserva se destaca por su riqueza ornitológica. En la zona se han identificado más de 300 especies de aves, algunas de ellas raras o vulnerables, entre ellas el carpintero grande (Campephilus robustus), la mosqueta ceja amarilla (Capsiempis flaveola), la choca amarilla (Dysithamnus mentalis), el tiluchi ala rojiza (Herpsilochmus rufimarginatus) y los arañeros silbón (Myiothlypis leucoblephara) y coronado chico (Basileuterus culicivorus).

## Instalaciones
La reserva tiene como principal objetivo facilitar el desarrollo de actividades científicas. Cuenta con instalaciones de alojamiento, movilidad y comunicaciones además de la infraestructura básica de asistencia para investigadores.